# Usina Hidrelétrica Serra do Facão
A Usina Hidrelétrica Serra do Facão foi construída no Rio São Marcos, no Estado de Goiás, entre os municípios de Catalão e Davinópolis. O enchimento do reservatório teve início em novembro de 2009, entrou em operação comercial no mês de julho de 2010. Tem capacidade de gerar 210 megawatts de energia, o suficiente para atender a uma cidade com 1,2 milhão de habitantes, a partir de um desnível máximo de 81 m. Seu nível máximo operacional é de 756 m acima no nível do mar, enquanto que o nível mínimo é de 732,50m.  A área alagada máxima é de 218,84 km²  .
Segundo o Operador Nacional do Sistema Elétrico (ONS) o lago dessa usina hidrelétrica é capaz de armazenar 3,23% do volume represável pelos reservatórios do Sistema Sudeste/Centro Oeste, o que representa 5,84% do armazenamento de água do sub-sistema do Rio Paranaíba